# 洞戸村立洞戸小学校菅谷分校
洞戸村立洞戸小学校菅谷分校（ほらどそんりつ ほらどしょうがっこう　すがだにぶんこう）は、かつて岐阜県武儀郡洞戸村（現・関市）に存在した公立小学校の分校。

## 概要
- 旧・武儀郡洞戸村大字菅谷（現・関市洞戸菅谷）が校区であった。1970年廃校。

## 沿革
- 1874年（明治7年）
  - 5月18日 - 菅谷村に正修義校が開校。
  - 5月31日 - 文昌義校の支校となり、文昌義校正修支校となる。
- 1875年（明治8年） - 独立し、菅谷学校となる。
- 1885年（明治18年） - 文昌学校、洞戸学校、菅谷学校を統合し、洞戸小学校となる。
- 1886年（明治19年）11月 - 洞戸小学校が分立し、市場簡易科小学校、下洞戸簡易科小学校、菅谷簡易科小学校となる。
- 1888年（明治21年） - 菅谷尋常小学校に改称する。
- 1897年（明治30年）4月1日 - 市場村、通元寺村、片村、菅谷村、下洞戸村、栗原村、飛瀬村、奥洞戸村が合併し、洞戸村が発足。
- 1898年（明治31年） - 村内の小学校（市場尋常小学校、下洞戸尋常小学校、菅谷尋常小学校、尾倉尋常小学校、高賀尋常小学校、高見尋常小学校を統合。洞戸尋常高等小学校となる。菅谷尋常小学校は洞戸尋常高等小学校菅谷分教場となる。
- 1912年（大正元年） - 校舎を新築する。
- 1941年（昭和16年）4月1日 - 洞戸国民学校菅谷分教場に改称する。
- 1947年（昭和22年）4月1日 - 洞戸村立洞戸小学校菅谷分校に改称する。
- 1970年（昭和45年）3月 - 廃校。